# Coduri de aeroport IATA
Un cod de aeroport IATA, sau un identificator de locație IATA ori pur și simplu identificator de locație, este un cod format din trei litere ce desemnează mai multe aeroporturi din lume, definit fiind de către International Air Transport Association (abreviat: IATA, în traducere: Asociația Internațională de Transport Aerian).

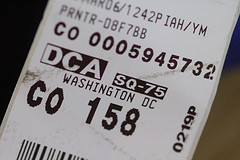
Example of IATA airport code printed on a baggage tag

Alocarea acestor coduri este gestionată conform rezoluției IATA 767 și este administrată de către sediul central IATA din Montreal. Codurile sunt publicate trianual în IATA Airline Coding Directory (Directorul de coduri IATA pentru liniile aeriene) Arhivat în 16 noiembrie 2012, la Wayback Machine.. Codurile nu sunt unice: din cele 17 576 de coduri posibile, 323 sunt folosite pentru mai mult de un aeroport.
În vreme ce codurile IATA sunt cele mai familiare coduri pentru pasageri, codurile de aeroport ICAO formate din patru litere sunt din ce în ce mai obișnuite în aviație. Toate zborurile internaționale au planurile de zbor și sunt urmărite folosind identificatori ICAO (International Civil Aviation Organization), iar cele mai multe baze de date GPS folosesc coduri ICAO pentru a evita confuzia prin coduri de navigație formate din trei litere. Multe țări, cum ar fi Canada, nu mai folosesc coduri IATA în publicațiile lor oficiale aeronautice.
IATA oferă de asemenea coduri și pentru stații de căi ferate, precum și pentru entități care gestionează aeroporturi. Există o listă de aeroporturi, sortate după codul IATA.
Există și o listă de stații de cale ferată, care împrumută coduri în urma unor înțelegeri între liniile aeriene și companii de cale ferată precum Amtrak, SNCF, Deutsche Bahn, Thalys și Căile Ferate Elvețiene. Separat, există o listă de coduri de stații de cale ferată Amtrak, formate din identificatori din trei litere care sunt folosiți de către Amtrak pentru stațiile de cale ferată în Statele Unite și Canada.